# 敬礼する海兵隊員

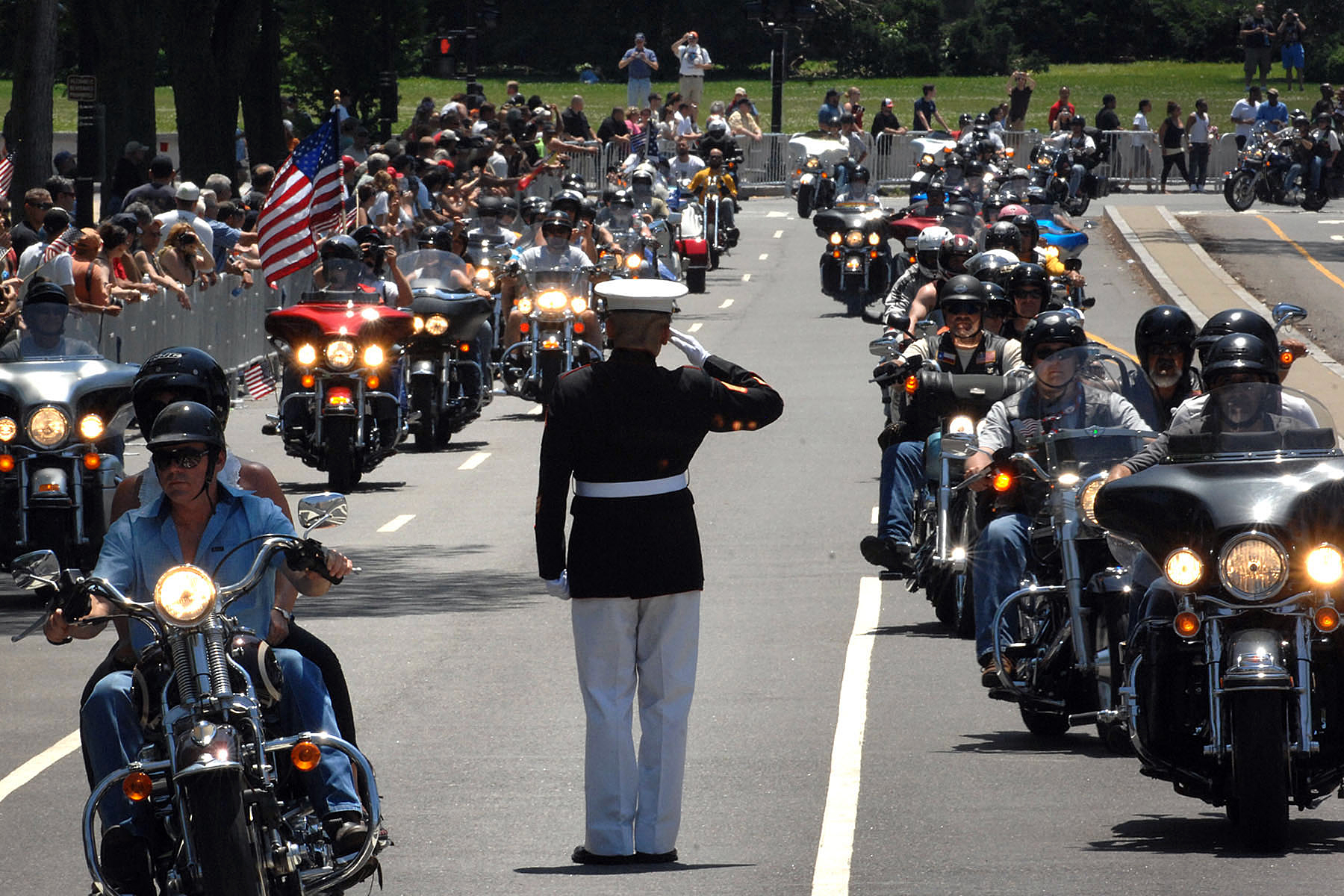
2010年5月30日、敬礼するチェンバース二等軍曹

敬礼する海兵隊員（けいれいするかいへいたいいん、英語：The Saluting Marine）とは、アメリカ海兵隊の退役軍人ティム・チェンバース二等軍曹(Staff Sergeant Tim Chambers)、および彼の行っている行動のことを指す言葉である。
チェンバース軍曹は、戦没将兵追悼記念日の前日の日曜日にワシントンD.C.で行われるローリングサンダーによるオートバイデモの間、制服を着用し、交差点の中央に立ち、敬礼を続ける。チェンバース軍曹は、2001年に発生したアメリカ同時多発テロ事件から「敬礼する海兵隊員」を始め、オートバイによるデモ隊が通り過ぎるまでの数時間、敬礼を続ける。
なおローリングサンダーとは、捕虜(POWs)になった軍人や作戦行動中行方不明(MIA)になった軍人についての完全な説明責任をアメリカ政府に求める利益団体である。
現在では、チェンバース軍曹の行動に影響を受けて、全国各地で、他の退役軍人が、戦没将兵追悼記念日関連のイベントに合わせて、国立墓地などで同様の行動を行っている。